# Kochov
Kochov je vesnice, část města Letovice v okrese Blansko. Nachází se asi 3,5 km na severovýchod od Letovic. Je zde evidováno 52 adres. Trvale zde žije 117 obyvatel.
Kochov je také název katastrálního území o rozloze 6 km2.

## Historie
První písemná zmínka o obci pochází z roku 1274.

### Významní rodáci
- Josef Bohatec, teolog a filozof

## Památky
- kostel sv. Jiří ze 13. století s románským kněžištěm[6]

## Odkazy

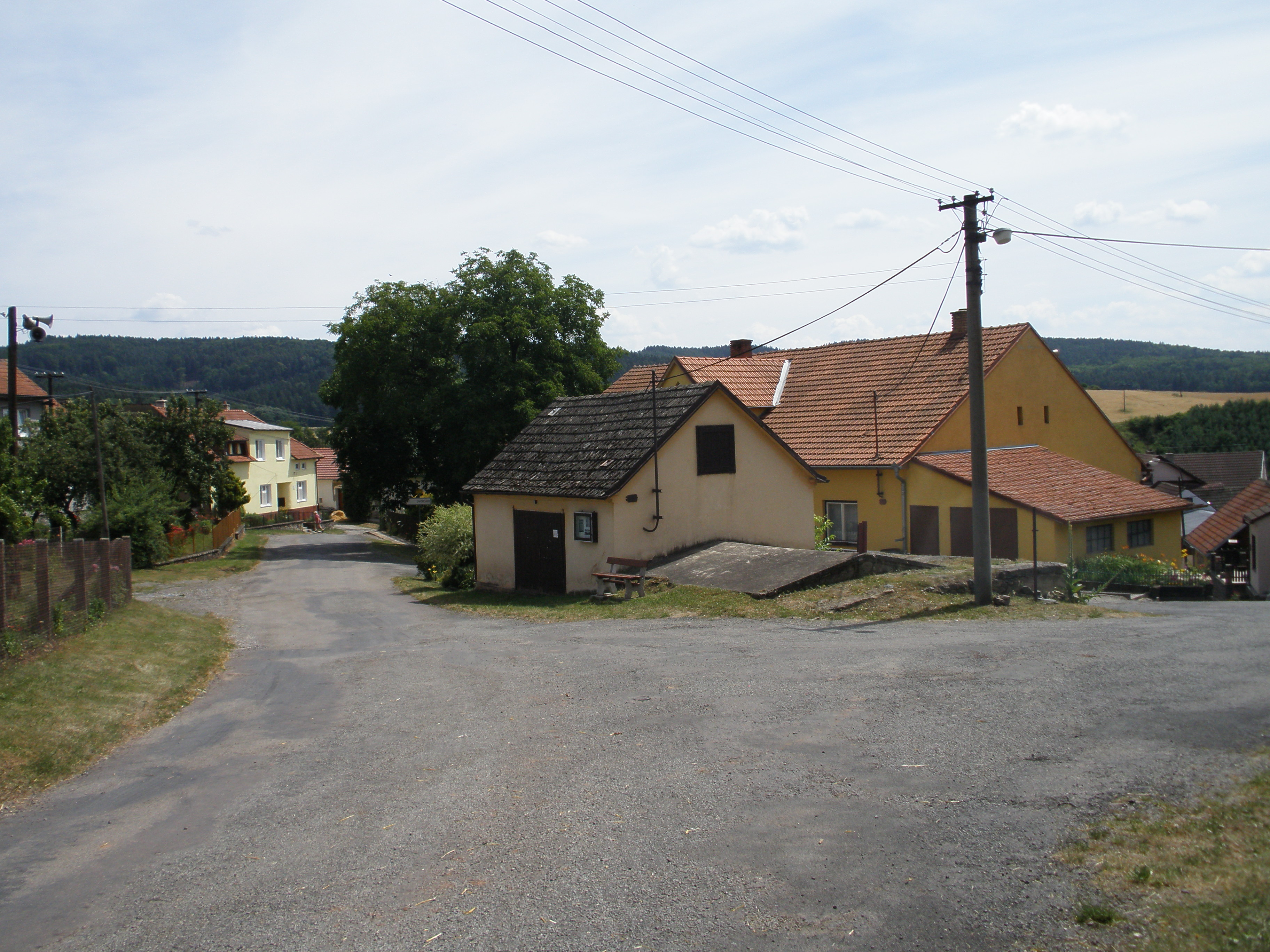
Pohled na obec